# 60 років Раді Європи (монета)
«60 ро́ків Ра́ді Євро́пи» — ювілейна монета номіналом 5 гривень, випущена Національним банком України. Присвячена міжурядовій регіональній організації, метою якої є розвиток співробітництва держав-учасниць на базі спільних принципів та ідеалів, а також сприяння їх економічному і соціальному прогресу. Україна стала членом Ради Європи в листопаді 1995 року.
Монету введено до обігу 20 серпня 2009 року. Вона належить до серії «Інші монети».

## Опис та характеристики монети
| Номінал грн. | Метал                                | Маса, грам | Діаметр, мм. | Якість виготовлення       | Гурт                 | Тираж, штук |
| ------------ | ------------------------------------ | ---------- | ------------ | ------------------------- | -------------------- | ----------- |
| 5            | біметалева із недорогоцінних металів | 9,4        | 28           | спеціальний анциркулейтед | секторальне рифлення | 45 000      |

### Аверс
На аверсі монети у внутрішньому колі в обрамленні п'ятипроменевих зірок зображено мапу Європи, під верхньою зіркою  — рік карбування монети «2009», по зовнішньому колу угорі розміщено малий Державний Герб України та написи по колу «НАЦІОНАЛЬНИЙ БАНК УКРАЇНИ», «П'ЯТЬ ГРИВЕНЬ» (унизу) та логотип Монетного двору Національного банку України.

### Реверс

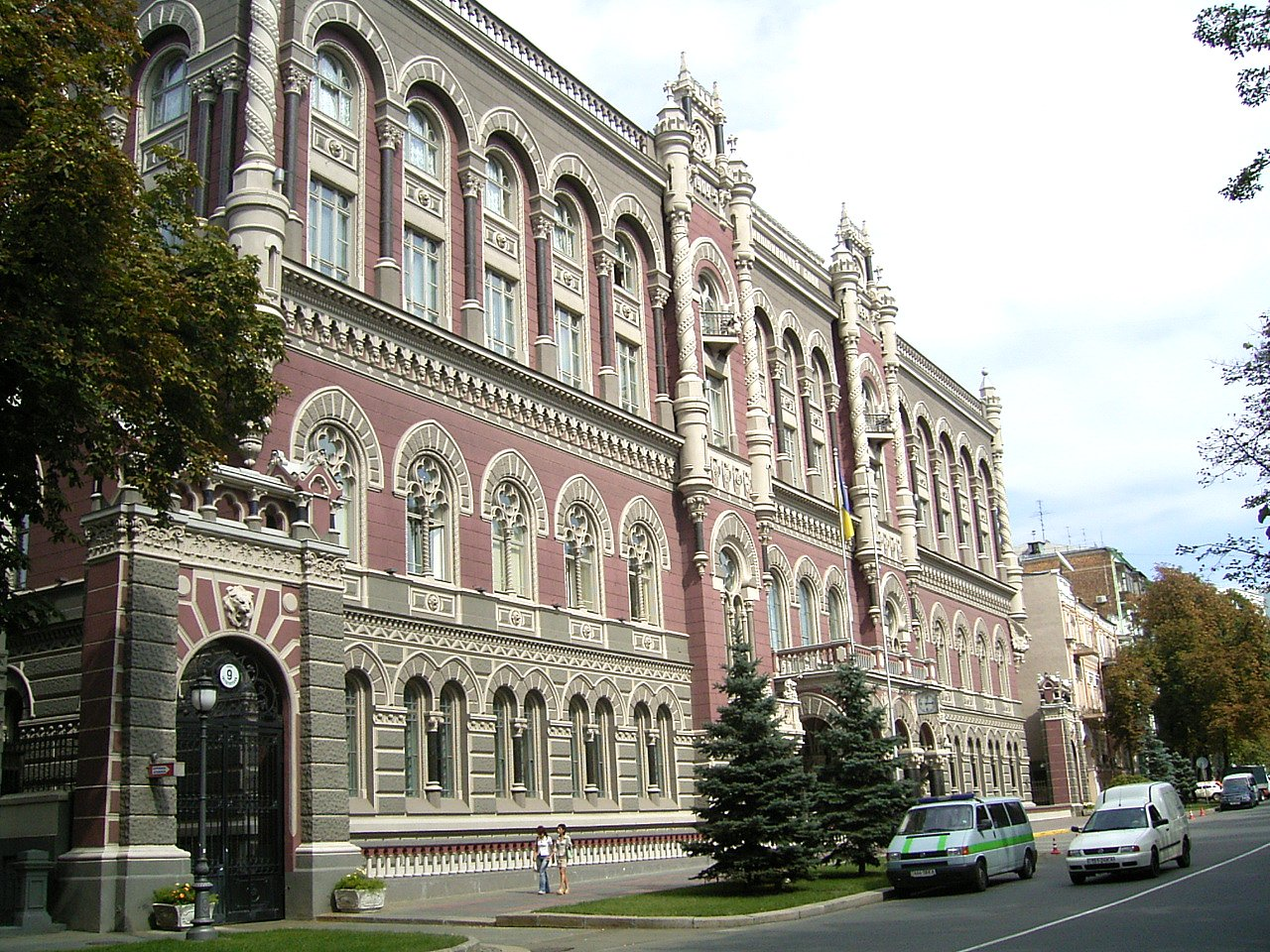
Будівля Національного банку України

На реверсі монети у внутрішньому колі зображено логотип Ради Європи, під яким напис — «1949»/«РІК», по зовнішньому колу розміщено написи  — «COUNCIL OF EUROPE», «CONSEIL DE L'EUROPE», «РАДА ЄВРОПИ» (унизу).

## Автори
- Художник — Іваненко Святослав.
- Скульптор — Іваненко Святослав.

## Вартість монети
Ціна монети — 19 гривень, була зазначена на сайті Національного банку України 2011 року.
Фактична приблизна вартість монети, з роками змінювалася так:
| Рік        | 2010 | 2011 | 2012 | 2013 | 2014 | 2015 | 2016 | 2017 | 2018 | 2019 | 2020 | 2021 | 2022 | 2023 | 2024 | 2025 |
| ---------- | ---- | ---- | ---- | ---- | ---- | ---- | ---- | ---- | ---- | ---- | ---- | ---- | ---- | ---- | ---- | ---- |
| Ціна, грн. | 25   | 25   | 25   | 30   | 30   | 35   | 60   | 65   | 70   | 70   | 75   | 90   | 90   | 220  | 230  | 250  |